# 勒氏發光鯛
勒氏發光鯛為輻鰭魚綱鱸形目鱸亞目發光鯛科的一種，為熱帶海水魚，分布於中西太平洋新喀里多尼亞海域，深度可達360公尺，體長可達35公分，棲息在底中層水域，生活習性不明。

## 擴展閱讀
維基物種上的相關：勒氏發光鯛